# Eptesicus nasutus
Eptesicus nasutus är en fladdermusart som först beskrevs av George Edward Dobson 1877.  Eptesicus nasutus ingår i släktet Eptesicus och familjen läderlappar. IUCN kategoriserar arten globalt som livskraftig. Inga underarter finns listade i Catalogue of Life. Wilson & Reeder (2005) skiljer mellan fyra underarter.
Denna fladdermus förekommer från Arabiska halvön till sydöstra Iran. Dessutom finns två avskilda populationer i Afghanistan respektive Pakistan. Arten vistas i låglandet och i låga bergstrakter upp till 850 meter över havet. Habitatet utgörs av halvöknar och andra torra landskap. Individerna vilar i sprickor i hus eller i stödmurar.
Arten har 35,4 till 36,9 mm långa underarmar. Huvudet kännetecknas av smala vid spetsen avrundade öron samt av knölformiga körtlar vid nosen som ligger inom ett naket område. Den täta pälsen är på ovansidan ljusbrun och på undersidan ännu ljusare. Öronen och flygmembranen har en lite mörkare brun färg.